# 贡诺斯科迪纳
贡诺斯科迪纳（義大利語：Gonnoscodina），是意大利奥里斯塔诺省的一个市镇。总面积8.85平方公里，人口517人，人口密度58.4人/平方公里（2009年）。ISTAT代码为095022。